# Acontia umbrigera
Acontia umbrigera is een vlinder van de familie van de uilen (Noctuidae). De wetenschappelijke naam van deze soort is voor het eerst voorgesteld door Cajetan Freiherr von Felder, Rudolf Felder en Alois Friedrich Rogenhofer in een publicatie uit 1875.
De soort komt voor in het Afrotropisch gebied waaronder Saudi-Arabië, de Verenigde Arabische Emiraten, Oman, Jemen, Somalië, Kenia, Angola, Namibië, Botswana, Zimbabwe en Zuid-Afrika.